# あきれたあきれた大作戦
『あきれたあきれた大作戦』（原題：The In-Laws）は、1979年制作のアメリカ合衆国のコメディ映画。アーサー・ヒラー監督。
2003年にリメイクされた（日本でのタイトルは『セイブ・ザ・ワールド』）。

## あらすじ
ワシントンD.C.にある財務省の印刷局から、ある一味がドル紙幣の原版を盗み出した。
数日後、ニューヨーク郊外にある歯科医を営むシェルドン・コーンペットは、自宅で娘バーバラの結婚相手トミー・リカルドの両親ヴィンスとジーンと初対面するが、実はこの2人こそ、例の原版を盗んだ一味のボスとその妻だった。
これをきっかけにシェルドンは、南米某国の独裁者まで巻き込んだ巨大な謀略に巻き込まれてしまうのだった。

## キャスト
| 役名                     | 俳優                     | 日本語吹替                                                                              |
| 役名                     | 俳優                     | テレビ朝日版                                                                            |
| ------------------------ | ------------------------ | --------------------------------------------------------------------------------------- |
| ヴィンス・リカルド       | ピーター・フォーク       | 穂積隆信                                                                                |
| シェルドン・コーンペット | アラン・アーキン         | 名古屋章                                                                                |
| ガルシア将軍             | リチャード・リバティーニ | 内海賢二                                                                                |
| キャロル                 | ナンシー・デュソールト   | 森田育代                                                                                |
| バーバラ                 | ペニー・ぺイザー         | 勝生真沙子                                                                              |
| ジーン                   | アーレン・ゴロンカ       | 沢田敏子                                                                                |
| トミー                   | マイケル・レンベック     | 田中亮一                                                                                |
| ラッツ                   | エド・ベグリー・ジュニア | 千田光男                                                                                |
| 不明 その他              |                          | 広瀬正志 大山高男 田口昴 笹岡繁蔵 山口健 小滝進 幹本雄之 竹口安芸子 さとうあい 福士秀樹 |
|                          |                          |                                                                                         |
| 演出                     | 演出                     | 左近允洋                                                                                |
| 翻訳                     | 翻訳                     | 宇津木道子                                                                              |
| 効果                     | 効果                     | PAG                                                                                     |
| 調整                     | 調整                     | 栗林秀年                                                                                |
| 制作                     | 制作                     | グロービジョン                                                                          |
| 解説                     | 解説                     | 淀川長治                                                                                |
| 初回放送                 | 初回放送                 | 1985年2月24日 『日曜洋画劇場』                                                          |